# David B. Audretsch
David Bruce Audretsch (* 15. November 1954 in Detroit) ist ein US-amerikanischer Wirtschaftswissenschaftler und Hochschullehrer.

## Leben
Audretsch erhielt seinen B.A. in Wirtschaftswissenschaften 1976 von der Drew University und seinen M.S. im selben Fach 1979 von der University of Wisconsin. Im Jahr 1980 wurde er in Wisconsin zum Ph.D. promoviert. Bis 1987 lehrte er am Middlebury College. Von 1985 bis 1997 war er Professor am Wissenschaftszentrum Berlin für Sozialforschung, zwischenzeitlich auch Direktor. 1997 wurde er an die Georgia State University berufen, ein Jahr später wurde er Leiter des Institute for Development Strategies (IDS) und Direktor des Instituts für westeuropäische Studien an der Indiana University. Er ist dort an der School of Public and Environmental Affairs (SPEA) tätig.
Zwischenzeitlich war Audretsch von 2003 bis 2009 Direktor der Forschungsgruppe zu Unternehmertum, Wachstum und Public Policy am Max-Planck-Institut für Ökonomik in Jena. Er ist seit 2009 Honorarprofessor für Industrieökonomik und Unternehmertum an der WHU – Otto Beisheim School of Management in Vallendar bei Koblenz und seit 1992 Research Follow des Centre for Economic Policy Research in London. Seit 2020 ist er Professor am Institut für Innovationsmanagement und Unternehmensgründung der Universität Klagenfurt.
Audretsch war Beiratsmitglied Deutschen Instituts für Wirtschaftsforschung (DIW) und des Stifterverbands für die Deutsche Wissenschaft in Berlin, des Zentrums für Europäische Wirtschaftsforschung in Mannheim, der National Academies of Sciences, Engineering, and Medicine, der New York Academy of Sciences, des Entreprenörskaps Forums in Stockholm und des Jackstädtzentrums für Unternehmertums- und Innovationsforschung an der Bergischen Universität Wuppertal.
Er ist Mitgründer und seither Mitherausgeber von Small Business Economics: An Entrepreneurship Journal (seit 1989) sowie Foundations and Trends in Entrepreneurship (seit 2005) sowie Mitherausgeber weiterer Fachzeitschriften.
Im Jahr 1986 heiratete er Joanne, sie haben gemeinsam drei Söhne.

## Forschung
Audretsch forscht zu den Verbindungen zwischen Unternehmertum, Politik, Innovation, wirtschaftlicher Entwicklung und globaler Wettbewerbsfähigkeit. Die zentrale Frage ist, wie sich Wissen in Wirtschaftswachstum umsetzen lässt.
Zu Beginn seiner Karriere befasste sich die Industrieökonomik vor allem mit Großunternehmen. Aufbauend auf Ideen von Joseph Schumpeter begann er, sich vor allem mit innovativen Kleinunternehmen zu befassen. Zusammen mit Zoltan Acs, unterstützt vom Wissenschaftszentrum Berlin für Sozialforschung, begann er, Daten über diese Unternehmen zu sammeln, die bisher nicht verfügbar waren. Sie konnten zeigen, dass kleine Unternehmen oft innovativer als große waren. Anschließend untersuchte Audretsch die Gründe dafür, die er insbesondere in Übertragungseffekten beim Wissen identifizierte. Anschließend befasste er sich in Kooperation mit Maryann P. Feldman mit der Rolle von Geographie für diese Prozesse und fand, dass die Übertragungseffekte lokal begrenzt sind und stark von lokalen Forschung-und-Entwicklungsabteilungen in Unternehmen sowie Universitäten, Forschungseinrichtungen, akademischem Unternehmertum und ihren Verbindungen abhängen. Damit arbeitete er die Bedeutung von Clustern heraus. Mit diesen empirischen Arbeiten leistete Audretsch wichtige Beiträge zum Verständnis der Faktoren, die in einer Organisation oder Region die unternehmerischen Aktivitäten beeinflussen und welche Auswirkungen dies auf die Wirtschaftsleistung hat.

## Auszeichnungen
- Global Award for Entrepreneurship Research, 2001 (mit Zoltan J. Acs)[2]
- Ehrendoktor: Universität Augsburg (2008), Jönköping University (2012), Universität Siegen (2018)[2]
- Schumpeter School Award der Universität Wuppertal, 2011[17]
- Clarivate Citation Laureates in Wirtschaftswissenschaften, 2021[18]

## Bücher (Auswahl)
- mit Farzana Chowdhury, Sameeksha Desai: Corruption, Entrepreneurship and Social Welfare: A Global Perspective. Springer, 2017, ISBN 978-3-319-64914-6, doi:10.1007/978-3-319-64916-0.
- mit Erik E. Lehmann: The Seven Secrets of Germany. Oxford University Press, New York 2016, ISBN 9780190258696.
- Everything in its Place: Entrepreneurship and The Strategic Management of Cities, Regions and States. Oxford University Press, New York 2015, ISBN 9780199351251.
- The Handbook of Local Competitiveness. Oxford University Press, New York 2015, ISBN 9780199993307
- Public Policy in the Entrepreneurial Society. Edward Elgar, Northampton, MA 2013, ISBN 978-1-78347-223-9.
- mit Mary L. Walshok: Creating Competitiveness: Entrepreneurship and Innovation Policies for Growth. Edward Elgar, Northampton, MA 2013, ISBN 978-1-78195-404-1.
- mit Zoltan J. Acs, Robert J. Strom: Entrepreneurship, Growth and Public Policy. Cambridge University Press, New York 2012, ISBN 978-0521894920.
- The Entrepreneurial Society. Oxford University Press, New York 2007, ISBN 9780195183504.
- Innovation and Industry Evolution. MIT Press, 1995, ISBN 978-0-2620-1146-4.
- mit Zoltan J. Acs: Innovation durch kleine Unternehmen. edition sigma, Berlin 1992, ISBN 3-89404-112-9.